# Джеремі Монга
Дже́ремі Мо́нга (англ. Jeremy Monga; нар. 10 липня 2009) — англійський футболіст, вінгер клубу «Лестер Сіті».

## Клубна кар'єра
Вихованець клубу «Лестер Сіті». 7 квітня 2025 року дебютував в основному складі «Лестер Сіті» в матчі Прем'єр-ліги проти «Ньюкасл Юнайтед», вийшовши на заміну Білалу Ель-Ханнусу. У віці 15 років і 271 день став другим наймолодшим гравцем в історії Прем'єр-ліги після Ітана Нванері. За підсумками сезону його команда понизилась в класі.
10 серпня 2025 року в матчі проти клубу «Шеффілд Венсдей» дебютував у Чемпіошипі.

## Кар'єра в збірній
Виступав за збірні Англії до 15 і до 16.

## Статистика виступів
Станом на 13 серпня 2025
| Клуб              | Сезон             | Чемпіонат         | Чемпіонат | Чемпіонат | Кубок | Кубок | Кубок ліги | Кубок ліги | Єврокубки | Єврокубки | Інші  | Інші | Всього | Всього |
| Клуб              | Сезон             | Дивізіон          | Матчі     | Голи      | Матчі | Голи  | Матчі      | Голи       | Матчі     | Голи      | Матчі | Голи | Матчі  | Голи   |
| ----------------- | ----------------- | ----------------- | --------- | --------- | ----- | ----- | ---------- | ---------- | --------- | --------- | ----- | ---- | ------ | ------ |
| Лестер Сіті       | 2024–25           | Прем'єр-ліга      | 7         | 0         | 0     | 0     | 0          | 0          | –         | –         | –     | –    | 7      | 0      |
| Лестер Сіті       | 2025–26           | Чемпіоншип        | 1         | 0         | 0     | 0     | 1          | 0          | –         | –         | –     | –    | 2      | 0      |
| Всього за кар'єру | Всього за кар'єру | Всього за кар'єру | 8         | 0         | 0     | 0     | 1          | 0          | 0         | 0         | 0     | 0    | 9      | 0      |